# Андреу Фонтас
Андреу Фонтас (ісп. Andreu Fontàs, нар. 14 листопада 1989, Баньолас) — іспанський футболіст, захисник клубу «Спортінг Канзас-Сіті».

## Клубна кар'єра
Вихованець футбольної школи клубів «Баньолас», «Жирона» та «Барселона».
У дорослому футболі дебютував 2008 року виступами за клуб «Барселона Б», а наступного року, продовжуючи виступи за фарм-клуб, став залучатись і до матчів основної команди. У фарм-клубі грав до 2011 року. Більшість часу, проведеного у складі другої команди «Барселони», був основним гравцем захисту команди.

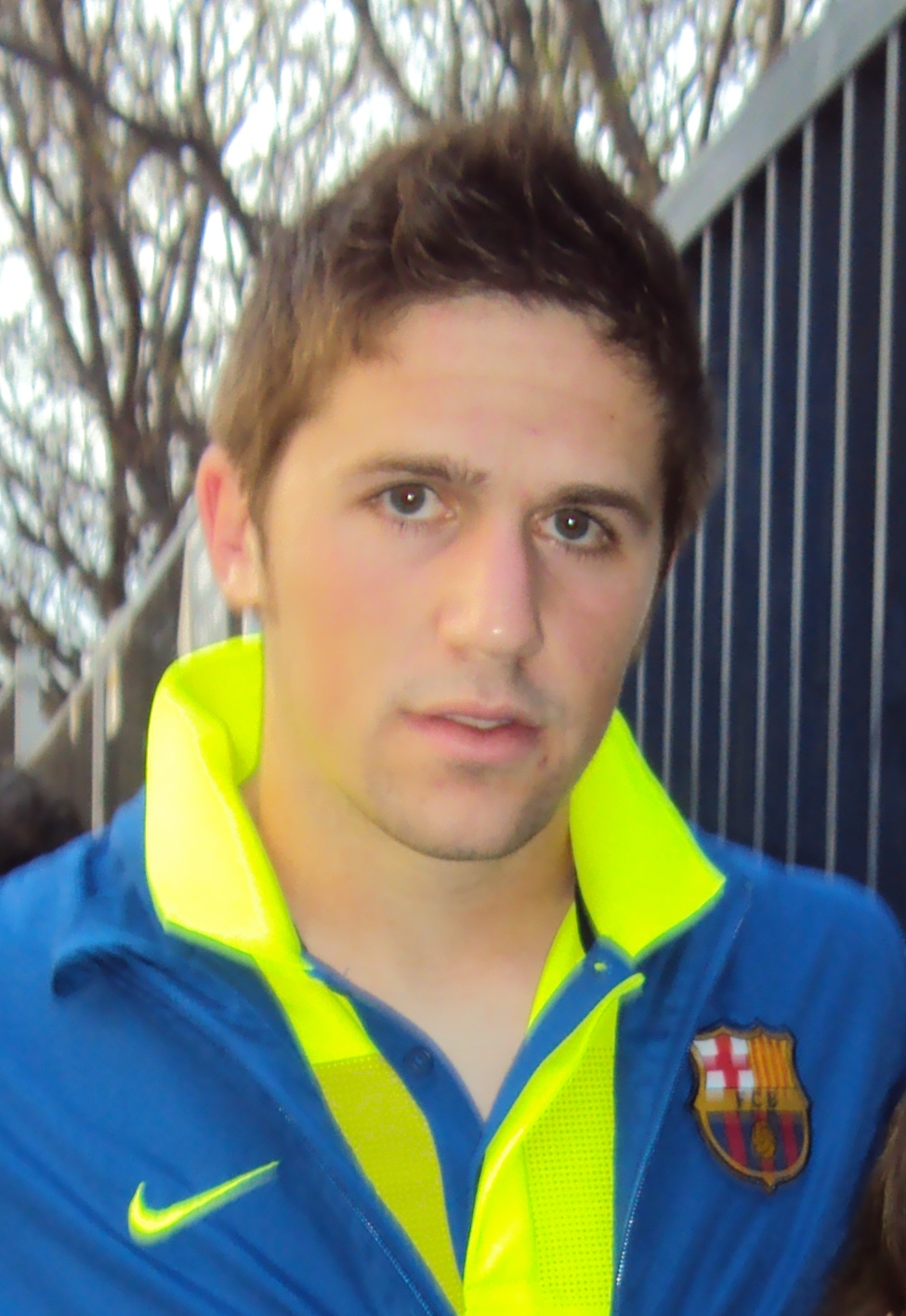
Андреу Фонтас під час виступів за «Барселону». 3 квітня 2010 року.

З сезону 2011/12 грав лише у першій команді, вигравши з нею низку національних та міжнародних трофеїів, проте основним гравцем так і не став. Всього за три сезони встиг відіграти за каталонський клуб 10 матчів в національному чемпіонаті. За цей час виборов титул чемпіона Іспанії.
15 жовтня 2012 року перейшов на правах оренди в «Мальорку», у складі якої виступав до кінця сезону, проте не зміг допомогти команді зберегти прописку в Ла Лізі.
20 червня 2013 року Фонтас перейшов в клуб «Сельта Віго», який заплатив 1 млн євро за гравця і підписав з ним контракт на три роки. Відтоді встиг відіграти за клуб з Віго 75 матчів в національному чемпіонаті.

## Виступи за збірні
2008 року дебютував у складі юнацької збірної Іспанії. Взявши участь у 2 іграх на юнацькому рівні.
Протягом 2009-2011 років залучався до складу молодіжної збірної Іспанії, разом з якою брав участь у молодіжному чемпіонаті світу 2009 року. Всього на молодіжному рівні зіграв у 12 офіційних матчах.
2010 року дебютував в офіційних матчах у складі невизнаної ФІФА та УЄФА збірної Каталонії. Наразі провів у формі головної команди автономії 3 матчі.
| Дата       | Місто     | Господарі | Результат | Гості    | Турнір           | Голи | Примітки |
| ---------- | --------- | --------- | --------- | -------- | ---------------- | ---- | -------- |
| 28/12/2010 | Барселона | Каталонія | 4 – 0     | Гондурас | товариський матч | -    |          |
| 30/12/2011 | Барселона | Каталонія | 0 – 0     | Туніс    | товариський матч | -    |          |
| Усього     |           | Матчів    | 2         |          | Голів            | 0    |          |

## Титули і досягнення
- Чемпіон Іспанії (2):

«Барселона»: 2009-10, 2010-11
- Володар Кубка Іспанії (1):

«Барселона»: 2011-12
- Володар Суперкубка Іспанії (3):

«Барселона»: 2009, 2010, 2011
- Переможець Ліги чемпіонів УЄФА (1):

«Барселона»: 2010-11
- Володар Суперкубка УЄФА (2):

«Барселона»: 2009, 2011
- Клубний чемпіон світу (2):

«Барселона»: 2009, 2011
- Переможець Середземноморських ігор: 2009